# Ушаков Петро Олексійович
Петро Олексійович Ушаков (рос. Пётр Алексеевич Ушаков; нар. 5 червня 1958, Москва, СРСР) — радянський футболіст, захисник та півзахисник.

## Життєпис
Вихованець ФШМ (Москва). За свою кар'єру виступав у радянських командах «Спартак» (Москва), «Червона Пресня» (Москва), «Поділля» (Хмельницький), «Колос» (Нікополь), «Таврія» (Сімферополь), «Знамя Труда» (Орєхово-Зуєво), «Океан» (Находка) і фінському клубі «Кіффінен» (Гельсінкі). По завершенні кар'єри гравця був тренером хмельницького «Поділля», а в 2002 році тренером СДЮШОР «Зміна» (Москва).